# Ramobia mediodivisa
Ramobia mediodivisa là một loài bướm đêm trong họ Geometridae.